# Euphorbia culminicola
Euphorbia culminicola là một loài thực vật có hoa trong họ Đại kích. Loài này được Ant.Molina mô tả khoa học đầu tiên năm 1965.